# Молитерно
Молитѐрно (на италиански: Moliterno) е малко градче и община в Южна Италия, провинция Потенца, регион Базиликата. Разположено е на 879 m надморска височина. Населението на общината е 4129 души (към 2012 г.).